# Justin Wilson
Justin Boyd Wilson (Sheffield, 31 de julho de 1978 — Allentown, 24 de agosto de 2015) foi um automobilista britânico. Morreu em decorrência de um acidente durante uma prova da IndyCar Series, no Pocono Raceway, no estado da Pensilvânia, nos Estados Unidos, após um dia internado em coma.
Wilson foi campeão da Fórmula 3000 Internacional em 2001. Correu na Fórmula 1 em 2003 e na Champ Car entre 2004 e 2007; em 2008 se transferiu para IndyCar Series. Era irmão do também piloto Stefan Wilson.

## Carreira

### Fórmula 1
Em 2003 estreou na Fórmula 1 pilotando pela equipe Minardi, disputando onze corridas até o GP da Grã-Bretanha, nas últimas cinco provas passou a correr pela equipe Jaguar, substituindo o piloto brasileiro Antônio Pizzonia, que foi substituído por causa dos fracos resultados pela equipe. Wilson conquistou seu único ponto no GP dos Estados Unidos, onde terminou na oitava posição.

### Champ Car
Em 2004 se transferiu para a Champ Car, disputando pela equipe Conquest terminando ao final do campeonato na 11ª posição.
Em 2005 mudou-se para equipe RuSPORT. Wilson conquistou suas duas primeiras vitórias na categoria em Toronto e no México, também conquistou um terceiro lugar e duas poles, terminando a temporada na 3ª posição.
Nos dois anos seguintes terminou o campeonato na segunda posição. Em 2006 chegou sete vezes ao pódio, sendo uma delas vencendo a etapa de Edmonton, já em 2007 conquistou cinco pódios e uma vitória na Holanda.

### IndyCar Series

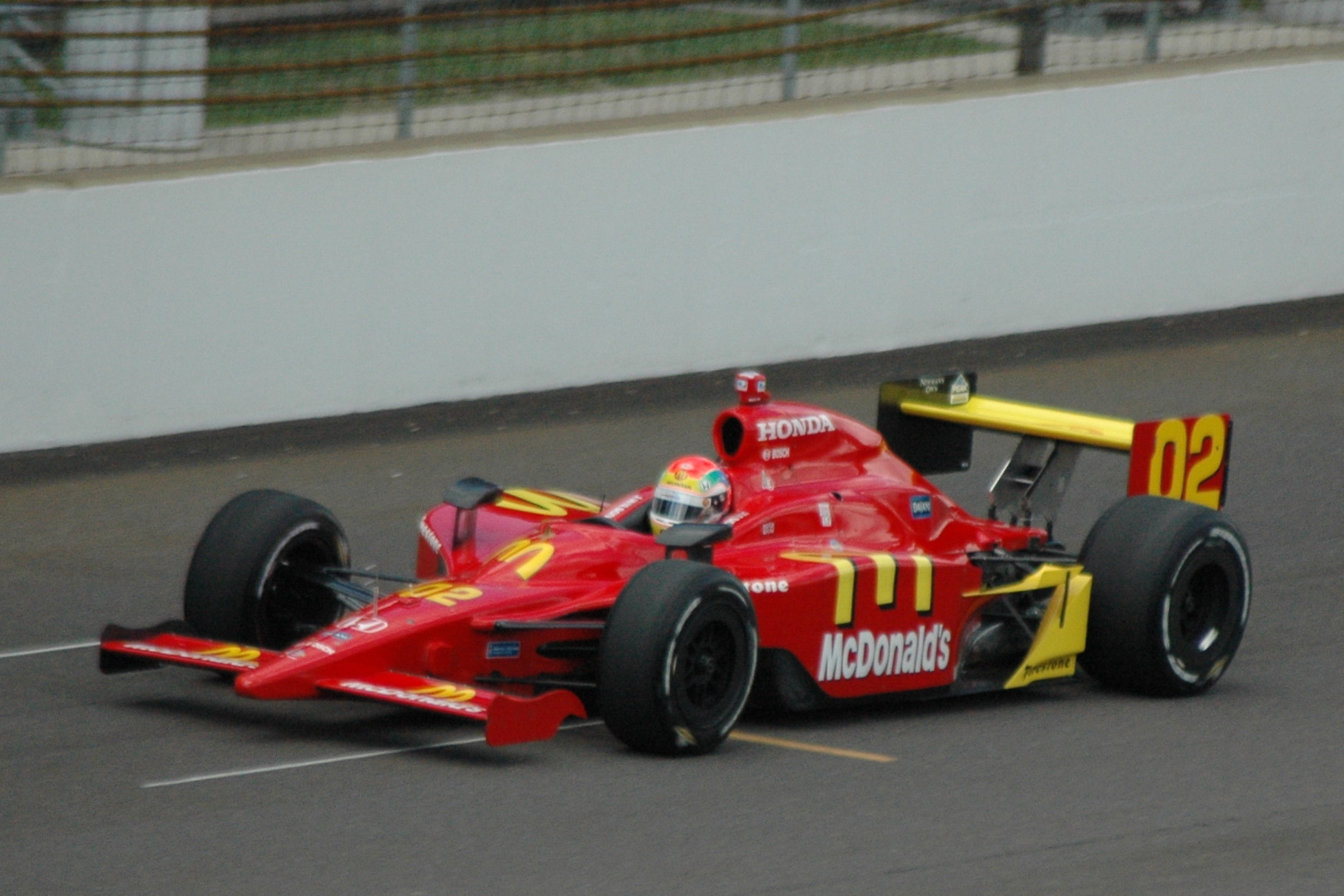
Carro de Justin Wilson nas 500 Milhas de Indianápolis de 2008.

Com reunificação da Champ Car com IRL, Wilson se transferiu da RuSPORT, que não se transferiu para nova categoria, para Newman/Haas/Lanigan, onde terminou a temporada na 11ª posição, com um terceiro lugar e uma vitória em Detroit.
Em 2009 acabou perdendo a vaga na N/H/L, e se transferiu para pequena equipe Dale Coyne. Logo na primeira prova conquistou a terceira posição em São Petersburgo. Mais tarde em Watkins Glen conquistou a primeira vitória da história da equipe, e sua segunda vitória na categoria.

## Morte
Durante a etapa da Fórmula Indy em Pocono (penúltima da temporada), o piloto estadunidense Sage Karam, que no momento liderava a prova, perdeu o controle de seu carro e bateu forte no muro, tendo algumas lesões na perna (apesar de nenhum osso quebrado), mas as atenções logo se voltaram para Justin Wilson, que foi direto ao muro. Após a batida de Karam, vários pedaços de seu carro foram pelos ares, sendo que um desses pedaços acertou a cabeça de Wilson, o que o fez perder o controle de seu carro e bater no muro. Após a batida, as equipes de resgate rapidamente foram ao local do acidente e encontraram o piloto britânico desacordado,  tiraram-no do carro e  levaram-no de helicóptero ao Lehigh Valley Hospital, em Allentown. O primeiro boletim médico divulgado dizia que Justin Wilson estava em coma e em estado crítico. Um dia depois, começaram a surgir boatos de sua morte, que foi oficializada durante a noite. Ele tinha 37 anos de idade.
Vários pilotos prestaram homenagens nas redes sociais, entre eles Josef Newgarden, seu melhor amigo na categoria.

## Resultados

### IndyCar Series
| Ano  | Equipe              | Chassi       | Motor    | Pneus | 1      | 2      | 3        | 4       | 5       | 6       | 7       | 8      | 9       | 10      | 11     | 12      | 13      | 14      | 15     | 16     | 17     | 18      | 19     | Pos. | Pontos |
| ---- | ------------------- | ------------ | -------- | ----- | ------ | ------ | -------- | ------- | ------- | ------- | ------- | ------ | ------- | ------- | ------ | ------- | ------- | ------- | ------ | ------ | ------ | ------- | ------ | ---- | ------ |
| 2015 | Andretti            | Dallara DW12 | Honda    | F     | STP 15 | NOL 11 | LBH 1    | ALA 3   | IMS 24  | INDY 21 | DET1    | DET2   | TXS     | TOR     | FON    | MIL 18  | IOW 17  | MDO 2   | POC 15 | SNM    |        |         |        | 108  | 24º    |
| 2014 | Dale Coyne          | Dallara DW12 | Honda    | F     | STP 8  | LBH 16 | ALA 6    | IMS 11  | INDY 22 | DET1 4  | DET2 12 | TXS 21 | HOU1 10 | HOU2 12 | POC 14 | IOW 13  | TOR1 10 | TOR2 10 | MDO 15 | MIL 17 | SNM 9  | FON 13  |        | 395  | 15º    |
| 2013 | Dale Coyne          | Dallara W12  | Honda    | F     | STP 9  | ALA 8  | LBH 3    | SAO 20  | INDY 5  | DET1 3  | DET2 22 | TXS 15 | MIL 9   | IOW 11  | POC 7  | TOR1 11 | TOR2 8  | MDO 8   | SNM 2  | BAL 4  | HOU1 3 | HOU2 4  | FON 18 | 472  | 6º     |
| 2012 | Dale Coyne          | Dallara W12  | Honda    | F     | STP 10 | ALA 19 | LBH 10   | SAO 22  | INDY 7  | DET 22  | TXS 1   | MIL 23 | IOW 10  | TOR 21  | EDM 9  | MDO 18  | SNM 11  | BAL 17  | FON 23 |        |        |         |        | 278  | 15º    |
| 2011 | Dreyer & Reinbold   | Dallara      | Honda    | F     | STP 10 | ALA 19 | LBH 22   | SAO 7   | INDY 16 | TXS1 17 | TXS2 21 | MIL 10 | IOW 12  | TOR 15  | EDM 5  | MDO Wth | NHM     | SNM     | BAL    | MOT    | KTY    | LVS     |        | 183  | 24º    |
| 2010 | Dreyer & Reinbold   | Dallara      | Honda    | F     | SAO 11 | STP 2  | ALA 7    | LBH 2   | KAN 18  | INDY 7  | TXS 19  | IOW 24 | WGL 10  | TOR 7*  | EDM 21 | MDO 27  | SNM 6   | CHI 7   | KTY 11 | MOT 16 | HMS 21 |         |        | 361  | 11º    |
| 2009 | Dale Coyne          | Dallara      | Honda    | F     | STP 3  | LBH 22 | KAN 14   | INDY 23 | MIL 15  | TXS 15  | IOW 18  | RIR 14 | WGL 1   | TOR 5   | EDM 8  | KTY 21  | MDO 13  | SNM 7   | CHI 10 | MOT 12 | HMS 10 |         |        | 354  | 9º     |
| 2008 | Newman/Haas Lanigan | Dallara      | Honda    | F     | HMS 15 | STP 9  | MOT1 DNP | KAN 9   | INDY 27 | MIL 7   | TXS 27  | IOW 12 | RIR 7   | WGL 25  | NSH 18 | MDO 11  | EDM 3   | KTY 19  | SNM 9  | DET 1  | CHI 11 | SRF² 11 |        | 340  | 11º    |
| 2008 | Newman/Haas Lanigan | Panoz        | Cosworth | B     |        |        | LBH12 19 |         |         |         |         |        |         |         |        |         |         |         |        |        |        |         |        | 340  | 11º    |

↑1  Prova realizada no mesmo dia 

↑2  Última prova na "Champ Car" e unificação com a "IRL"

### 500 Milhas de Indianápolis[14]
| Ano  | Final | Equipe            | Chassis | Motor | Pneus |
| ---- | ----- | ----------------- | ------- | ----- | ----- |
| 2015 | 21    | Andretti          | Dallara | Honda | F     |
| 2014 | 22    | Dale Coyne        | Dallara | Honda | F     |
| 2013 | 5     | Dale Coyne        | Dallara | Honda | F     |
| 2012 | 7     | Dale Coyne        | Dallara | Honda | F     |
| 2011 | 16    | Dreyer & Reinbold | Dallara | Honda | F     |
| 2010 | 7     | Dreyer & Reinbold | Dallara | Honda | F     |
| 2009 | 23    | Dale Coyne        | Dallara | Honda | F     |
| 2008 | 27    | Newman Haas       | Dallara | Honda | F     |

### Champ Car
| Ano  | Equipe   | Chassis     | Motor        | Pneus | 1      | 2     | 3      | 4      | 5      | 6      | 7      | 8     | 9      | 10     | 11     | 12    | 13      | 14     | Pontos | Pos. |
| ---- | -------- | ----------- | ------------ | ----- | ------ | ----- | ------ | ------ | ------ | ------ | ------ | ----- | ------ | ------ | ------ | ----- | ------- | ------ | ------ | ---- |
| 2007 | RSPORTS  | Panoz DP01  | Cosworth XFE | B     | LVS 14 | LBH 4 | HOU 10 | POR 2  | CLE 4  | MTT 5  | TOR 3  | EDM 2 | SJO 13 | ROA 8  | ZOL 5  | ASN 1 | SRF 2   | MEX 10 | 281    | 2º   |
| 2006 | RuSPORT  | Lola B02/00 | Ford XFE     | B     | LBH 2  | HOU 5 | MTY 2  | MIL 2  | POR 2  | CLE 13 | TOR 4  | EDM 1 | SJO 3  | DEN 8  | MTL 14 | ROA 5 | SRF Wth | MEX 2  | 298    | 2º   |
| 2005 | RuSPORT  | Lola B02/00 | Ford XFE     | B     | LBH 4  | MTY 4 | MIL 4  | POR 17 | CLE 7  | TOR 1  | EDM 4  | SJO 4 | DEN 17 | MTL 3  | LVS 11 | SRF 7 | MEX 1   |        | 265    | 3º   |
| 2004 | Conquest | Lola B02/00 | Ford XFE     | B     | LBH 6  | MTY 6 |        | POR 5  | CLE 18 | TOR 12 | VAN 14 | ROA 7 | DEN 7  | MTL 14 | LAG 18 | LVS 8 | SRF 8   | MEX 4  | 188    | 11º  |
| 2004 | Conquest | Reynard 02i | Ford XFE     | B     |        |       | MIL 11 |        |        |        |        |       |        |        |        |       |         |        | 188    | 11º  |

### Fórmula 1
| Ano  | Equipe                    | Chassis | Motor             | 1         | 2         | 3         | 4         | 5        | 6        | 7         | 8         | 9        | 10       | 11       | 12        | 13        | 14        | 15      | 16       | Pontos | Posição |
| ---- | ------------------------- | ------- | ----------------- | --------- | --------- | --------- | --------- | -------- | -------- | --------- | --------- | -------- | -------- | -------- | --------- | --------- | --------- | ------- | -------- | ------ | ------- |
| 2003 | European Minardi Cosworth | PS03    | Cosworth CR-3 V10 | AUS Ret B | MAL Ret B | BRA Ret B | SMR Ret B | ESP 11 B | AUT 13 B | MON Ret B | CAN Ret B | EUR 13 B | FRA 14 B | GBR 16 B |           |           |           |         |          | 1      | 20º     |
| 2003 | Jaguar Racing             | R4      | Cosworth CR-5 V10 |           |           |           |           |          |          |           |           |          |          |          | GER Ret M | HUN Ret M | ITA Ret M | USA 8 M | JPN 13 M | 1      | 20º     |